# 小行星4692
小行星4692（英語：4692 SIMBAD）是一颗围绕太阳公转的小行星。1983年11月4日，B. A. Skiff在可可尼诺县发现了此天体。
这颗小行星的绝对星等为322.6637011165334等。